# Reflecting
『Reflecting』（リフレクティング）は、KATSUMIの26枚目の会場限定CD。

## 内容
ライブ会場限定で販売されている会場限定CDの26作目。
公式ファンクラブ「Hip Bird Club」会員のみ、ファンクラブ運営の通信販売にて購入することができる。
ディスクはCD-R仕様となっている。
伊藤咲子の「ひまわり娘」のカバーを収録している。

## 収録曲
特記以外作詞・作曲・編曲：KATSUMI
1. きっと、また逢える
新曲。
2. マスク 〜2014 version〜
作曲：都志見隆
1stオリジナル・アルバム『SHINING』収録楽曲を新録。
3. ひまわり娘
作詞：阿久悠　作曲：シュキ・レヴィ
伊藤咲子のカバー。